# 京都女子大学附属小学校
京都女子大学附属小学校（きょうとじょしだいがくふぞくしょうがっこう）は、京都府京都市東山区今熊野北日吉町にある浄土真宗本願寺派（西本願寺派）の私立小学校。

## 概要
- 学校法人京都女子学園が運営し、京都女子大学の付設小学校であるため、女子のみ内部進学制度があり、大半の女子児童が京都女子中学校・高等学校へ進学する。

## 歴史
- 1957年 - 京都女子大学附属小学校設置。新校舎竣工
- 1967年 - 創立10周年記念式典。校舎移転（旧中学校）。
- 1976年 - 新校舎竣工移転。
- 2002年 - 創立45周年記念式典。
- 2007年 - 創立50周年記念式典。

## 併設校
- 京都女子大学
- 京都女子中学校・高等学校
- 京都幼稚園

## 周辺情報
- 京都国立博物館
- 三十三間堂
- 豊国神社
- 智積院
- 妙法院
- (「国家安康」の鐘）
- 河井寛次郎記念館

## 著名な卒業生
- 木村風太（子役）
- 飯村一輝（フェンシング選手）-2024年パリオリンピック金メダリスト

## 交通アクセス
- 京阪本線七条駅から、プリンセスラインバス「京都女子大学前」で下車。
- JR／近鉄京都線京都駅前バスターミナルD2のりばから、市バス202、206、207、208「東山七条」で下車。女坂を徒歩。
- JR／近鉄京都駅八条口から、プリンセスラインバス「京都女子大学前」で下車。
- 阪急電鉄京都本線京都河原町駅から、プリンセスラインバス「京都女子大学前」下車。